# نبيت عياني
النَّبيتُ العِيانِيّ أو النبات العياني (بالإنجليزية: Macroflora) هو مصطلح يطلق على النباتات الموجودة بمنطقة معينة والتي تعتبر كبيرة بدرجة كافية تجعل من الممكن رؤيتها بالعين المجردة  وعادةً ما تعتبر مترادفة مع نبات الإقليم ولكنها تختلف عن النبيت الصغروي أو النبات المجهري؛ وهو المصطلح الذي يطلق على جميع البكتريا وغير ذلك من الكائنات المجهرية في نظام بيئي ما.
وكذلك يعتبر مصطلح «النبيت العياني» مصطلحًا غير رسمي يستعمله العديد من علماء الحفريات النباتية للإشارة إلى مجموعة حفريات نباتية مثل التي يحتفظ بها صخر  هذا يخالف النبات الإقليمي، والذي في هذا السياق يشير إلى مجموعة من النباتات الحية التي تنمو في منطقة معينة، والتي تختلط أجزاؤها المتبقية بالرواسب التي شكلت الصخر ومن ثمّ تصبح النبيت العياني.